# Карл Шенхер
Карл Шенхер (Аксамс, Тирол, 24. фебруар 1867 – Беч, 15. март 1943) био је аустријски писац.

## Биографија
Потиче из учитељске породице. 
У Бечу је студирао медицину, где је радио као лекар до 1905, након чега се посветио искључиво књжевности. 

## Књижевни рад
Под утицајем познатих аустријских представника сеоске приповетке Петера Розегера и Лудвига Анценгрубера, на почетку свог књижевног рада неговао је лирику и приповетку, стварајући на дијалекту, а касније је писао највише драме, у првом реду оне које приказују село и сељака као човека чврсто везаног за земљу. 
Од двадесетак његових драма неке су се до данас одржале. 
За драму: Земља – добио је Бауернфелдову награду (1908) и половину државне Шилерове награде, а његова трагедија: Вера и завичај (Glaube und Heimat, 1910) награђена је Грилпарцеровом наградом.

###### Сабрана дела
- 1927. године штампана су му у четири свеске;
- Издавач Vinzenz Karl Chiavacci је објавио његова одабрана дела у две свеске, а целокупна дела 1967—1969. [1][2]

###### Драме
О Шенхеру и његовом стваралаштву је на немачком језику доста писано, и то највише о његовим драмама.
Драму Земља је још 1924. на словеначки превео Милан Скрбиншек, а у Библиотеци Српског народног позоришта чува се манускрипт драме Es у преводу Ненада Митрова. У овој кући су извођена следећа Шенхерова дела: 
- 1910. Земља (Erde, 1908) у преводу Аделе Милчиновић,
- 1923. Жена сатана (Weibsteufel, 1915) у преводу Николе Половине,
- 1932. Дечја трагедија (Kindertragödie, 1919) у преводу Жарка Васиљевића [Новосадско-осјечко позориште] и
- 1939. Игра о муци Исусовој (Passionsspiel, 1930) у преводу Томислава Танхофера [Народно позориште Дунавске бановине].[1]

У Народном позоришту у Београду извођене су његове драме:
- 1923. Жена сатана (Weibsteufel, 1915),

У Нишу у Градском повлашћеном позоришту:
- 1931. и 1932. Жена сатана (Weibsteufel, 1915).[3]